# Neopneustes
Neopneustes is een geslacht van zee-egels uit de familie Brissidae.

## Soorten
- Neopneustes micrasteroides (A. Agassiz, 1878)